# Arcadian
Arcadian est un groupe de pop franco-suisse, actif entre 2015 et 2020. Ils se sont fait connaître en publiant des reprises sur Internet et par leur participation à la cinquième saison du télé-crochet The Voice : La Plus Belle Voix.
Ils comptent deux albums, Arcadian, sorti en 2017, et Marche ou rêve, sorti en 2019.

## Biographie

### Origines et débuts (2015)
En 2015, les membres de Arcadian sont en colocation dans un logement du 18e arrondissement de Paris, c'est alors qu'ils ont commencé à travailler ensemble. Ils jouaient sur la ligne 2 du métro, dans divers bars de la capitale et fréquemment dans celui qui devenait peu à peu leur quartier général : le Social Square dans le 3e arrondissement de Paris. Le groupe est composé des français Yoann Pinna, né le 29 avril 1994 ; Florentin Cabezon, né le 16 décembre 1992 et cousin de Camille Lou ; et du suisse Jérôme Achermann, né le 29 juin 1993.

### Saison 5 deThe Voice(2016)
Ils trouvent peu à peu leur style et publient plusieurs vidéos de reprises sur YouTube. C'est lors d'une répétition pour un concert qu'ils sont repérés par une équipe de TF1 qui leur propose de se présenter aux auditions pour la saison 5 de The Voice : La Plus Belle Voix en 2016. Lors des auditions à l'aveugle, Florent Pagny et Mika se retournent sur leur prestation et c'est dans l'équipe de ce dernier qu'ils choisiront d'aller. Ils confieront par la suite avoir adoré le coaching de Mika.
Le groupe ira jusqu'en demi-finale avant leur élimination par les votes du public face à MB14. Le 30 janvier 2016, auditions à l'aveugle : Carmen (Stromae). Le 19 mars 2016, les battles : Open Season (Josef Salvat). Le 16 avril 2016, l'épreuve ultime : We Are Young (Fun avec Janelle Monáe). Le 23 avril 2016, premier live : Sapés comme jamais (Gims), et deuxième live : Say Something le 30 avril 2016 (A Great Big World avec Christina Aguilera). Le 7 mai 2016, troisième live en demi-finale : Love Yourself (Justin Bieber).

### Arcadianet tournée (2016-2017)
Le premier EP du groupe, Folie Arcadienne, sorti le 1er juillet 2016, sous forme numérique uniquement. Leur parcours à The Voice leur permet de signer avec le label Mercury France, de la maison de disque Universal, et d'enregistrer un premier album éponyme, qui paraît le 14 avril 2017. Il contient 10 compositions et une reprise. L'album contient le premier single Folie Arcadienne dans l'EP sorti en été 2016, ainsi que Ton combat. Le 3 novembre 2017, une réédition de leur premier album est publiée. Elle contient les mêmes titres que le premier, avec 4 inédits.
Le groupe interprète le titre Tout le bonheur du monde de Sinsemilia dans l'émission Les 50 chansons préférées des français. À la suite de la publication de leur premier album, Arcadian part sur les routes de France, Luxembourg, Suisse et Belgique avec la tournée #FaisCommeChezToi entamée le 7 octobre à Cergy.

### Marche ou rêveet séparation (2018-2020)
Leur second album, Marche ou rêve, sort le 4 octobre 2019. Le premier concert de la tournée #MarcheOuRêve s'effectue à Conflans-Sainte-Honorine le 28 septembre 2019, une semaine avant la sortie de l'album. Elle est prévue pour 25 dates au total en France, Belgique, Suisse et Luxembourg. Les dernières dates sont annulées en raison du confinement ordonné pour lutter contre la propagation de l'épidémie de covid-19.
Le 25 novembre 2020, les membres d'Arcadian annoncent leur séparation sur Instagram et YouTube, expliquant être « arrivés au bout de ce qu'[ils] pouvai[ent] faire, de ce qu'[ils] avai[ent] envie de faire ».

## Discographie

### Singles
- 2016 : Folie arcadienne  Or[14]
- 2017 : Ton combat  Or[14]
- 2017 : Les sables émouvants
- 2019 : Bonjour merci[15]
- 2019 : Petit à petit
- 2020 : Danser

### Participations
- 2016 : We Love Disney 3 (Walt Disney Records) : Ne dormez pas
- 2017 : Hits Eté 2017 (Umsm) : Folie arcadienne
- 2017 : 110 Hits 2017 vol.2 (Umsm) : Folie arcadienne
- 2017 : Chante la vie chante (Love Michel Fugain) : La Fête
- 2017 : Accordéons-nous (Polydor) : La Foule